# Mozart: 35. szimfónia
Wolfgang Amadeus Mozart „Haffner” becenevet viselő K 385-ös No. 35-ös D-dúr szimfóniája egyike a szerző legismertebb műveinek.

## Felépítése
Négy tételből áll:
1. Allegro con spirito
2. Andante
3. Menuetto
4. Finale. Presto

## Jellemzői
A salzburgi korszak végleg lezárult az alkotó életében: az 1780-as évek elején Mozart Bécsbe költözött és megpróbált mint „szabad” művész érvényesülni. Kezdetben úgy látszott, ez sikerült is: 1782 júliusában bemutatták Szöktetés a szerájból című daljátékát. Kevéssel a bemutató után elkészül az a többtételes zenekari műve, amelyet Sigmund Haffner, jeles salzburgi közéleti férfiú nemesi rangra emelése alkalmából komponált. A Haffner család – aminek nevét a 250-es Köchel-számú szerenád is őrzi – újabb szerenádot rendelt Mozarttól, aki a régi barátságra való tekintettel szívesen teljesítette kérésüket. Nagy elfoglaltsága közepette, gyakran éjszakákon át komponálta, és amint elkészült egy tétellel, azt nyomban Salzburgba küldte apjának. Később az egész művet visszakérte, hogy Bécsben előadassa, ekkor azonban a szerenádmuzsikában szokásos Indulót, valamint egy menüettet elhagyott belőle, és az ilyen módon négytételesre redukált művet mint szimfóniát mutatta be bécsi hangversenyén (ahogy akkoriban nevezték: „az akadémián”).
1783 februárjában így írt apjának: „Az új Haffner-szimfónia egészen meglepett, mivel abból egyetlen szóra sem emlékeztem már. Egészen hatásos darab lehet.”
Az első tétel ünnepi fényben ragyog, s ezt a fényt nagy hangközökben merész lendülettel mozgó, pregnáns ritmikájú főtémájától nyeri, amely – Joseph Haydn példáját követve – úgyszólván állandóan jelen van az egész tétel folyamán. A lassú tétel a bécsi szerenádmuzsikák kedélyes-érzelmes világát idézi fel, akárcsak a menüett. A finálé főtémája a Szöktetés időbeni közelségére utal: Ozmin híres „akasztófa-áriájának” témájára ismerünk benne.